# Sidi Koutoubi
Sidi Koutoubi (* um 1938 in der Region Tahoua) ist ein nigrischer Offizier und Politiker.

## Leben
Sidi Koutoubi trat in die französischen Streitkräfte ein, als Niger noch zu Frankreich gehörte. Nach der Unabhängigkeit des Landes 1960 wurde er in die nigrischen Streitkräfte übernommen. Er stand im Rang eines Hauptmanns, als er in der Regierung vom 24. Januar 1983 zum Informationsminister ernannt wurde. Niger wurde in dieser Zeit vom Obersten Militärrat unter dem Vorsitz von Seyni Kountché beherrscht. Koutoubis Vorgänger als Informationsminister, Garba Sidikou, wurde Bürgermeister der Hauptstadt Niamey. Bei einer Regierungsumbildung am 14. November 1983 wurde Koutoubi als Informationsminister von Daouda Diallo abgelöst.
Koutoubi wurde am 4. März 1985 ernannter Bürgermeister von Niamey und löste auch in dieser Funktion Garba Sidikou ab. Sein Amtstitel war zunächst Präfekt-Bürgermeister (préfet-maire) und ab 24. November 1988, mit der Umwandlung Niameys in einen Gemeindeverbund (communauté urbaine), Präfekt-Präsident (préfet-président). Er prägte während seiner Amtszeit die Stadtentwicklung insbesondere durch Maßnahmen im Bereich des Straßenbaus und des Umweltschutzes. Er wurde zusätzlich am 23. Mai 1987 von dessen Generalversammlung zum Präsidenten des Comité Olympique et Sportif National du Niger, des Nationalen Olympischen Komitees Nigers, gewählt. Als Bürgermeister von Niamey wurde er am 19. Mai 1989 von Torda Haïnikoye abgelöst.

## Ehrungen
- Kommandeur des Nationalordens Nigers[5]
- Benennung der Verkehrsfläche Place Sidi Koutoubi in Niamey-Yantala (2021)[4]